# Melanie Kuenrath
Melanie Kuenrath (Silandro, Bolzano, Italia, 23 de febrero de 1999) es una futbolista italiana. Juega como centrocampista o delantera y actualmente milita en el San Marino Academy de la Serie B de Italia.

## Trayectoria
Se formó en el Red Lions Tarsch de Burgusio, donde jugó hasta los 16 años de edad. Durante ese tiempo, fue convocada por la sección provincial de la Federación Italiana de Fútbol para que participara con el equipo sub-15 de Alto Adigio en el Torneo de las Regiones 2014.
En el verano de 2015 fue contratada por el Bayern de Múnich alemán, siendo incorporada al equipo sub-17 y, desde la temporada 2016-17, al segundo equipo (que milita en la 2. Frauen-Bundesliga).
En 2019 volvió a Italia fichando por el Florentia San Gimignano de la Serie A. Después de dos temporadas en el club toscano, fue transferida al Napoli Femminile.

## Selección nacional
Ha sido internacional con la selección sub-19 de Italia.

## Clubes
| Club                    | País       | Año         |
| ----------------------- | ---------- | ----------- |
| Bayern de Múnich II     | Alemania   | 2016 - 2019 |
| Florentia San Gimignano | Italia     | 2019 - 2021 |
| Napoli Femminile        | Italia     | 2021 - 2022 |
| San Marino Academy      | San Marino | 2022 - Act. |